# Aeronca L-16
El Aeronca L-16 fue un avión de enlace del Ejército de los Estados Unidos de los años 40 del siglo XX, construido por Aeronca.

## Diseño y desarrollo

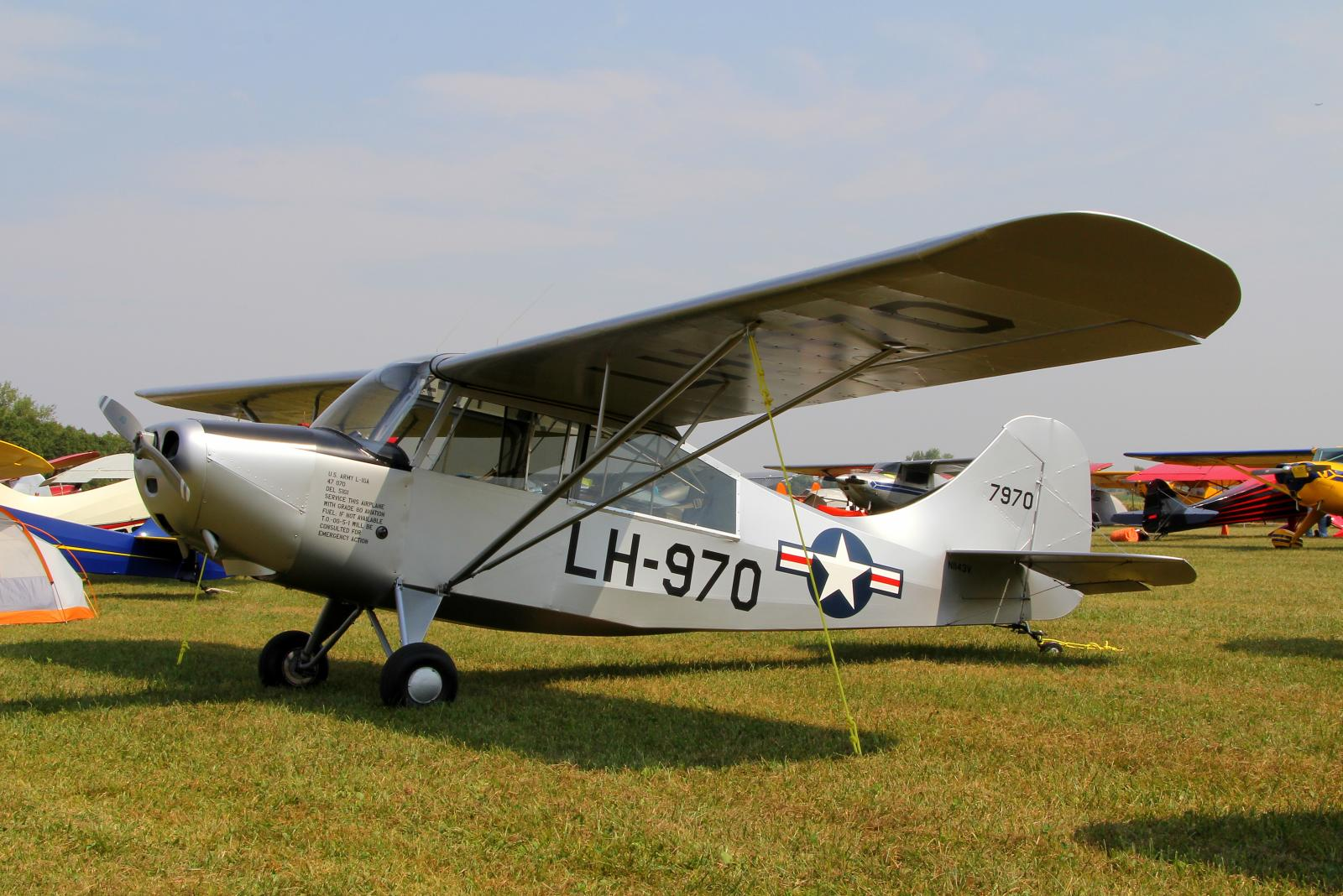
Un Aeronca 7BCM construido en 1956, pintado para representar un L-16A, en 2011.

Sirvió extensivamente durante la Guerra de Corea. Era esencialmente una versión militarizada del Aeronca Champion. Desde 1955, grandes cantidades fueron transferidas a la Patrulla Aérea Civil de los Estados Unidos (Civil Air Patrol).
Derivado del Aeronca 7 Champion, el L-16 reemplazó principalmente al similar Piper L-4 (un Piper Cub modificado) en los servicios militares estadounidenses. El L-16 proporcionaba en general mejores prestaciones, estabilidad, visibilidad y confort (mientras que sus características de seguridad eran una mezcla de elementos mejores y peores que los del L-4).

## Variantes

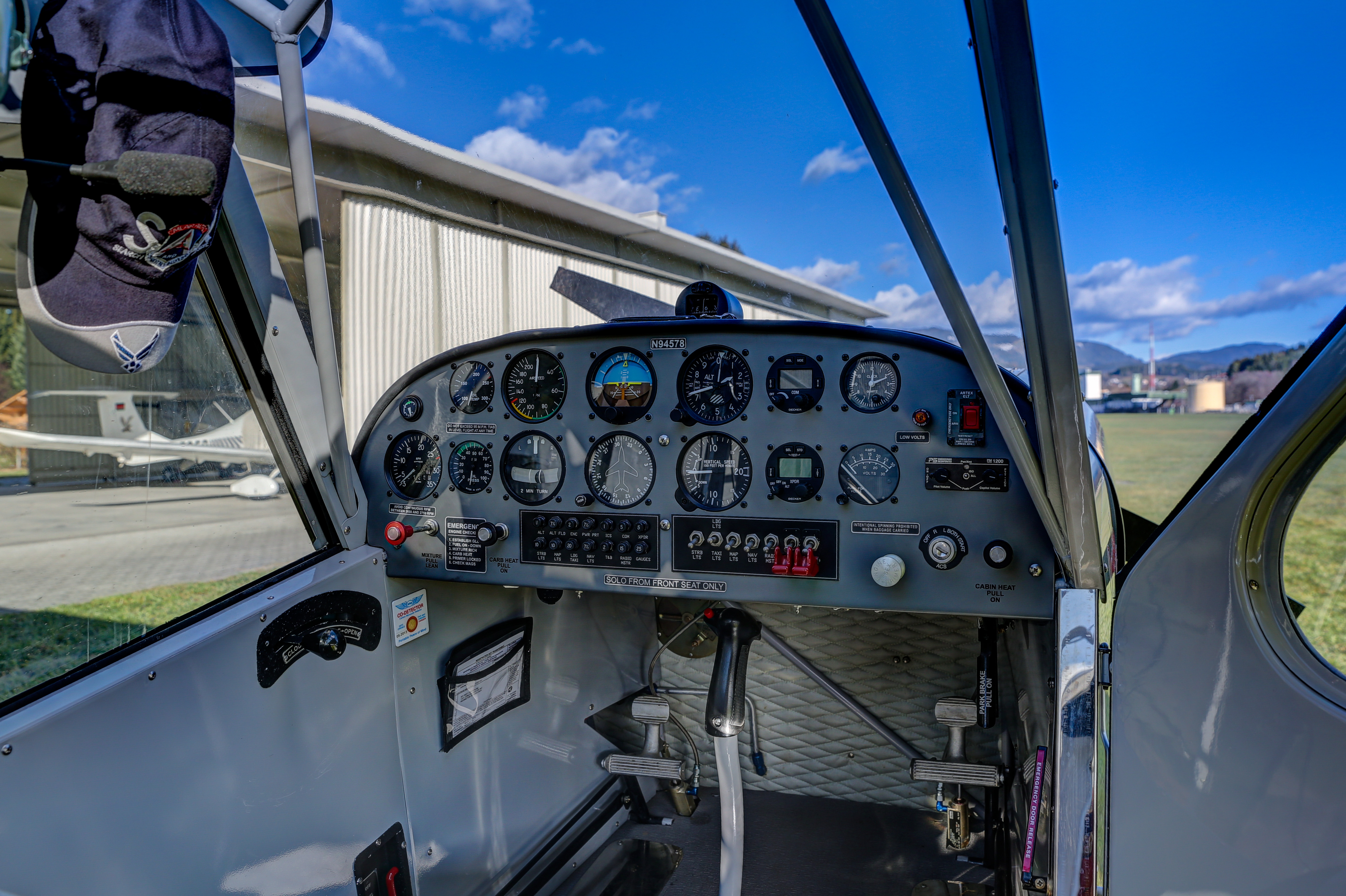
Cabina de un L-16 (7BCM), de 1947.

L-16A (7BCM Champion)
509 construidos, 376 de ellos producidos para la Guardia Aérea Nacional de los Estados Unidos, utilizado en Corea en 1950, motor Continental O-190-1 (C-85) de 63 kW (85 hp).
L-16B (7CCM Champion)
Versión militar del Modelo 7AC utilizado como avión de entrenamiento por el Ejército de los Estados Unidos, aleta dorsal, motor Continental O-205-1 de 67 kW (90 hp). 100 construidos.

## Operadores
Estados Unidos
- Guardia Aérea Nacional de los Estados Unidos
- Ejército de los Estados Unidos
- Patrulla Aérea Civil de los Estados Unidos

 Japón
- Fuerzas de Seguridad Nacionales

## Especificaciones (L-16B)
Referencia datos: United States Military Aircraft Since 1909

### Características generales
- Tripulación: Dos
- Longitud: 6,6 m (21,5 ft)
- Envergadura: 10,7 m (35 ft)
- Altura: 2,1 m (7 ft)
- Superficie alar: 15,8 m² (170 ft²)
- Peso vacío: 403,7 kg (889,8 lb)
- Peso cargado: 657,7 kg (1449,6 lb)
- Planta motriz: 1× motor bóxer de cuatro cilindros refrigerado por aire Continental O-205-1.
  - Potencia: 59 kW (81 HP; 80 CV)

### Rendimiento
- Velocidad nunca excedida (Vne):  177.03
- Velocidad crucero (Vc): 160,9 km/h (100 MPH; 87 kt)
- Alcance: 563 km (304 nmi; 350 mi)
- Techo de vuelo: 4267 m (13 999 ft)
- Régimen de ascenso: 4,1 m/s (799 ft/min)

## Aeronaves rewlacionadas

### Desarrollos relacionados
- Aeronca Champion

### Secuencias de designación
- Secuencia L-_ (Aviones de Enlace del USAAC/USAAF, 1942-1962): ← L-13 - L-14 - L-15 - L-16 - L-17 - L-18 - L-19 →